# Tour d'Almati
El Tour d'Almati és una competició ciclista d'un sol dia que es disputa a Almati (Kazakhstan) cap al final de la temporada ciclista. Forma part de l'UCI Asia Tour. Va ser impulsada per l'exciclista Aleksandr Vinokúrov.
La primera edició es disputà el 2013, sent guanyada pel kazakh Maksim Iglinski.

## Palmarès
| Any  | Vencedor         | Segon              | Tercer           |
| ---- | ---------------- | ------------------ | ---------------- |
| 2013 | Maksim Iglinski  | Sonny Colbrelli    | Ruslan Tleubàiev |
| 2014 | Aleksei Lutsenko | Serguei Txernetski | Serguei Lagutin  |
| 2015 | Aleksei Lutsenko | Fabio Aru          | Pàvel Koixetkov  |
| 2016 | Aleksei Lutsenko | Mauro Finetto      | Roman Maikin     |
| 2017 | Aleksei Lutsenko | Rémy di Grégorio   | Jakob Fuglsang   |
| 2018 | Davide Villella  | Simon Pellaud      | Pierpaolo Ficara |
| 2019 | Yuriy Natarov    | Aleksandr Vlàssov  | Danilo Celano    |